# Профспілки Швеції
Профспілки Швеції — перелік професійних спілок Швеції та інших подібних громадських організацій.
- Центральне об'єднання профспілок Швеції засноване в 1898 р.. У 1976 р. воно налічувало понад 1918 тис. осіб, об'єднаних у 25 галузевих профспілках. Які тісно пов'язані з Соціал-демократичною партією Швеції, та входить у Міжнародну конфедерацію вільних профспілок.
- Центральна організація профспілкових службовців заснована в 1944 р.. У 1976 р. вона налічує понад 969 тис. членів, об'єднаних у 24 галузеві профспілки.
- Центральна організація профспілок осіб з вищою освітою і державних службовців заснована в 1947 р.. У 1976 р. вона налічувала 166 тис. членів.
- Кооперативний союз Швеції заснований в 1899 р.. У 1975 р. він налічує 1,5 млн осіб.
- Робочий просвітній союз заснований в 1912 р.. У 1975 р. налічував близько 4,5 млн осіб, діє безпосередньо під керівництвом Соціал-демократичною партією Швеції.
- Соціал-демократичний союз молоді Швеції заснований в 1917 р.. У 1975 р. налічував коло 70 тис. членів.
- Молодіжний союз Помірної коаліційної партії заснований у 1934 р.. У 1975 р. мав близько 40 тис. членів.
- Молодіжний союз Народної партії засновано в 1934 р., і налічував 25 тис. членів.
- Комуністична молодь, заснована в 1973 р. (замість існувавшого з 1958 р. «Лівого союзу молоді»), молодіжна організація Лівої партії комуністів Швеції.
- Комуністичний союз молоді Швеції, заснований в 1977 р., молодіжна організація Робітничої партії комуністів.
- Шведський комітет миру, заснований в 1949 р..
- Союз товариств «Швеція — Радянський Союз», заснований у 1935 р..

| Прапор Швеції | Це незавершена стаття про Швецію. Ви можете допомогти проєкту, виправивши або дописавши її. |